# 狮子街道
狮子街道，是中华人民共和国江西省九江市柴桑区下辖的一个街道。

## 行政区划
狮子街道下辖以下地区：
住岭社区、仲山村、牌楼村、三桥村、煤山村、朗山村、鸡岭村、龙岗村和蔡桥村。